# Maty Noyes
Madeline Ashley Noyes (Corinth, Misisipi, Estados Unidos; 25 de agosto de 1997), más conocida como Maty Noyes, es una cantante estadounidense mayormente célebre por colaborar vocalmente con el disc jockey Kygo.

## Historia
Noyes se crio en la ciudad de Corinth, Misisipi con su hermana Abby y se mudó a Los Ángeles después de graduarse de la escuela secundaria.
Noyes es mayormente conocida para proporcionar las voces de la canción del 2015 "Stay" de Kygo. Además, de colaborar vocalmente con el tema de The Weeknd, "Angel", y su single "Haunted" como parte de la banda sonora de la película argentina El secreto de sus ojos. Se presentó en Six Flags el 26 de septiembre de 2017, donde interpretó “in my miNd” y su nuevo sencillo “Say it to my face”.

## Discografía

### Sencillos

#### Como artista invitado
| "Stay" (Kygo con Maty Noyes)                                                         | 2015 | 7 | 67 | 30 | — | 38 | 13 | 39 | 3 | 11 | 106 | Cloud Nine                | - ARIA: Gold - FIMI: Gold - RMNZ: Gold - ZPAV: Gold - BPI: Silver |
| "Angel" (The Weeknd con Maty Noyes)                                                  | 2015 |   |    |    |   |    |    |    |   |    |     | Beauty Behind the Madness |                                                                   |
| "—" denota una grabación que no estuvo en listas o no fue lanzado en ese territorio. |      |   |    |    |   |    |    |    |   |    |     |                           |                                                                   |

#### Bandas sonoras
- "Haunted" para la película Secret in Their Eyes.[21]